# Max Kurnik
Max Kurnik (* 1. November 1819 in Santomischel; † 8. April 1881 in Breslau) war ein Redakteur, Theaterkritiker und Schriftsteller in Breslau.

## Leben
Max Kurnik bildete sich zunächst zum Elementarlehrer aus und studierte dann an der Universität Breslau Philologie und Philosophie. Seit 1847 war er fast ausschließlich journalistisch tätig.
Kurnik gehörte etwa ab der Mitte des 19. Jahrhunderts zu den tonangebenden linksliberalen Journalisten in Breslau. 1851 gründete er das erste Telegraphenbüro Schlesiens. Er arbeitete für die Schlesische Zeitung und später für die Breslauer Zeitung als Theater- und Musikkritiker. Ab 1872 leitete er die Schlesische Presse, die bei Salo Schottländer herauskam und der er bis zu seinem Tod angehörte. 1877 bis 1879 leitete er das Feuilleton.
Kurnik war eng mit Karl von Holtei befreundet.
Alexander Moszkowski berichtete in seiner Autobiographie über Kurniks offenbar eher konservativen Musikgeschmack:

„Der berühmte Leopold Damrosch führte den Taktstab, und wir gewannen durch ihn eine verschwommene Ahnung von symphonischer Klassizität. Diese wurden indes übertäubt durch die orchestralen Abenteuer, die Damrosch als Ultra-Fortschrittler in den Vordergrund stellte. Er brachte die Futurismen von Liszt und Berlioz, und als er einmal eine Festmusik von Hans von Bronsart auf uns losließ, da galt es uns als ausgemacht, daß dieses Tongelände wesentlich vom Teufel beherrscht werde. Wir wurden darin bestärkt durch unser Hausorakel der schlesischen Presse, dessen Hauptvertreter Max Kurnik im Geruch der Unfehlbarkeit stand. Und da lasen wir es schwarz auf weiß, daß solch eine Festmusik nur bei menschenschlächterischen Lustbarkeiten der Kannibalen am Platze wäre. Jetzt standen wir völlig gerechtfertigt da mit unserem vielhändigen Gepauke, das wir in drastischer Verallgemeinerung »Symphonie machen« benamst hatten.“

## Werke (unvollständig)
- Gotthold Ephraim Lessing. Ausgewählte Dramen analytisch erläutert, 1845
- Goethe's Frauen. In zwei Lieferungen, Joh. Urban Kern, Breslau 1848 und 1849
- Breslau und die Schlesischen Eisenbahnen, F. A. Brockhaus, Leipzig 1856
- Karl von Holtei. Ein Lebensbild, Berlin 1880
- Ein Menschenalter Theater-Erinnerungen (1845–1880), Otto Janke, Berlin 1882